# Filipe Terzio
Filipe Terzio, nascido Filippo Terzi (Bolonha, Estados Papais, 1520 — Setúbal, 1597) foi um arquiteto e engenheiro militar italiano que trabalhou para o Reino de Portugal.

## Biografia
Também referido como natural de Urbino, foi contratado em Roma em 1576, e estava a trabalhar em Lisboa em Abril de 1577.
No ano de 1578 acompanhou Sebastião de Portugal (1568-1578) na desastrosa expedição a Marrocos, onde foi feito prisioneiro na batalha de Alcácer Quibir. No entanto, no ano seguinte, após negociação do seu resgate pelo cardeal D. Henrique (1578-1580) terá regressado a Portugal.
Em 1582, Filipe II de Espanha, já aclamado rei de Portugal, visitou Setúbal, tendo encomendado a Terzi, na ocasião, o projeto de uma nova fortificação para reforço da defesa daquele porto, que complementaria a do Forte de Santiago do Outão. Esta fortaleza abaluartada foi construída num morro sobranceiro à cidade, relativamente distante do rio, o que leva a crer que, para além da missão expressa de defesa marítima, teria a função de manter uma guarnição fiel e assegurar o controle sobre a cidade, hostil ao domínio castelhano.
Foi um homem que, pelo menos localmente, gozava de enorme consideração. O classicismo do Renascimento, embora em Portugal parecesse tardiamente, encontramo-lo no belo claustro com o arco de Sebastiano Serlio no Convento de Cristo, em Tomar. Filippo Terzi, sucessor de Genga, ocupou a mais alta posição; chegou em Dezembro de 1576 e foi logo incumbido do desenho de fortificações, seguindo-se-lhe edifícios públicos e religiosos, num percurso semelhante ao de Juan de Herrera. A colaboração na igreja de São Vicente de Fora, que introduziu em Portugal o traçado em forma de cruz latina com um zimbório de grandes dimensões no cruzeiro. A fachada de São Vicente, realizada segundo projetos de Terzi, é na realidade única. Aceitou-se a inspiração no Gótico para as duas torres laterais e o conjunto foi disposto segundo um esquema que ainda se utilizava no século XVIII. 
Foi nomeado em 1584 mestre das obras do Convento de Cristo, em Tomar.
Foi o autor do projeto de ampliação e defesa do porto do Pessegueiro, no litoral alentejano, que previa a ligação artificial da Ilha do Pessegueiro ao Penedo do Cavalo, e deste ao continente. Dirigiu estes trabalhos de 1588 a 1590.
A partir de 1590, foi nomeado "Mestre das Obras de el-Rei", substituindo o Arquiteto-mor do Reino, António Rodrigues.
Exerceu depois o cargo de "Mestre das Obras das Fortificações", e teve responsabilidades na formação de arquitetos.
À época de seu falecimento, dirigia as obras do Forte de São Filipe de Setúbal (1597).

## Obra
É autor de diversas obras em Portugal, nomeadamente em Coimbra e Lisboa, de que se destacam o torreão do Paço Real e a reconstrução da igreja do mosteiro de São Vicente de Fora, ou o Aqueduto de São Sebastião em Coimbra.